# Farní sbor Českobratrské církve evangelické v Třebíči
Farní sbor Českobratrské církve evangelické v Třebíči je sborem Českobratrské církve evangelické v Třebíči. Sbor spadá pod Horácký seniorát. Bohoslužby se konají v evangelickém kostele na Bráfově třídě. Sbor má kazatelské stanice v Moravských Budějovicích a Myslibořicích.
Duchovním sboru je farář Filip Boháč (od roku 2022). Kurátorem sboru byl do roku 2020 Juraj Németh, nahradil jej Petr Haška. Dále zde působí pastorační pracovnice Yvona Švaříčková.

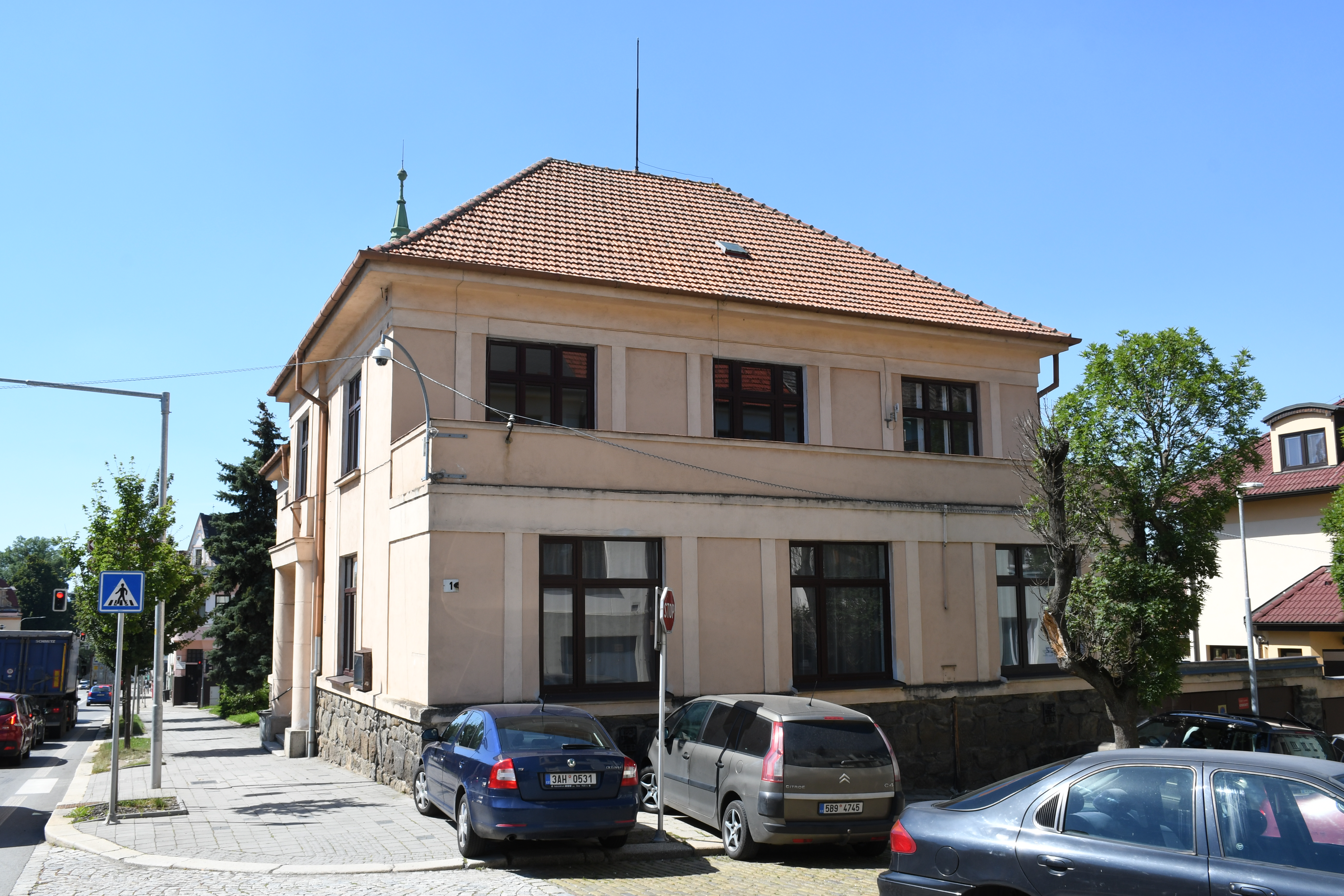
Fara v Třebíči

## Historie

### Počátky sboru a stavba kostela
Počátky sboru v Třebíči se datují k roku 1889, kdy zde vznikla kazatelská stanice tolerančního sboru helvetského vyznání v Horních Vilémovicích. V roce 1897 byl založen spolek Jednoty bratrské v Třebíči a v roce 1902 město Třebíč prodalo pozemky na stavbu bratrské modlitebny. V roce 1908 byl ustanoven tzv. cestovní kazatel pro Moravskou Ostravu a Třebíč, byl jím Lubomír Tardy (narozen 7. července 1876). Původně měl být postaven sborový dům dle návrhu architekta Jurkoviče, ale posléze bylo rozhodnuto, že bude postaven kostel. Bylo prodlouženo povolení ke stavbě z roku 1903 a byl vybrán plán stavby dle architekta Zlatohlávka z Vídně či ze Záhřebu., stavitelem byla třebíčská firma Kosík. Stavba započala v září 1909, kostel pak byl dostavěn v roce 1910, kolaudován byl 12. srpna. Vnitřní zařízení kostela provedla firma K. Hrušky z Brna, současně byla i instalována elektroinstalace.
Dne 15. srpna 1910 byl kostel slavnostně otevřen a posvěcen, slavnosti se zúčastnil superintendent Ferdinand Císař a slavnostní kázání vedl Josef Dobeš z Nového Města. Cestovní kazatel Lubomír Tardy v Třebíči bydlel, sloužil však i v dalších obcích: v Náměšti nad Oslavou, Kralicích nad Oslavou, Jihlavě, Střížově a Moravských Budějovicích.

### První polovina 20. století
Během první světové války došlo k zabavení píšťal z varhan a památného mosazného moždíře, zbylé věci z drahých kovů byly zakopány na zahradě fary. V listopadu 1919 pak byla odeslána žádost o založení samostatného sboru a na konci března 1920 bylo založení sboru schváleno. Prvním farářem byl zvolen původně cestovní kazatel Lubomír Tardy, farářský dekret získal 26. června 1920. Pod nově vzniklý třebíčský sbor patřila také střediska v Moravských Budějovicích, Střížově a Jihlavě. Prvním kurátorem sboru byl Matěj Dobrovolný (1853–1926). Sbor byl posílen rodinami, které se na Třebíčsko přistěhovaly z Vídně. Kazatel Tardy zemřel 3. ledna 1923 a jeho smrt přerušila plány na stavbu sborového domu. Rodina kazatele zůstala na tehdejší faře i po jeho smrti, stejně tak byl až do roku 1925 vyplácen plat kazatele jeho manželce, sbor tak hledal spíše méně nákladného diakona či vikáře a získal jej v kazateli Francisi Horníčkovi z USA, ten nebyl československým občanem a nemohl se tak stát farářem – sbor tak byl administrován Jaroslavem Urbánkem ze sboru ČCE v Horních Vilémovicích. Horníček však nadále nemohl a ani nechtěl pokračovat jako vikář v Třebíči a tak se dalším vikářem stal již v roce 1925 Rudolf Říčan.
Rudolf Říčan se ke konci roku 1925 stal vikářem a dne 27. srpna 1926 byl zvolen farářem třebíčského sboru, v tomtéž roce se působnost třebíčského faráře rozšířila i do Myslibořic. Na jaře 1928 sbor získal povolení pro stavbu sborového domu a v březnu 1928 začaly přípravné práce pro stavbu, v létě téhož roku byla hotova hrubá stavba a 29. prosince 1928 byla stavba zkolaudována. Součástí sborového domu byl kostelnický byt, farářský byt, místnost pro biblické vzdělávání a vzdělávání mládeže a také tzv. Tardyho síň pro větší shromáždění. V roce 1928 se také osamostatnil sbor v Jihlavě, kdy se administrátorem sboru stal Rudolf Říčan.
Dne 13. října 1929 byla odhalena pamětní deska na zdi kostela k 300 letům odchodu třebíčských evangelíků do exilu. V roce 1931 oznámil Rudolf Říčan, že chce odejít z třebíčského sboru a sbor tak musel nalézt nového faráře, tím se stal František Ženatý, který byl za faráře zvolen 16. srpna 1931.
V roce 1934 se Ženatý stal administrátorem sboru v Horních Vilémovicích. O rok později bylo rozhodnuto o vzniku nové kazatelské stanice v Myslibořicích, diakonem byl v roce 1936 v Brně zvolen Antonín Balabán, kdy třebíčský sbor sdělil, že z důvodu velkých dluhů ze stavby sborového domu se nemůže podílet na financování činnosti diakona. V roce 1937 se v Myslibořicích začal budovat evangelický hřbitov (při ústavu zřizovaném církví na zámku v Myslibořicích, založeném na podnět Francise Horníčka). Hřbitov byl dokončen a slavnostně otevřen 26. května 1938.
Od září 1938 sbor působil pouze jako místo pro setkávání a vzdělávání mládeže, o něco dříve byla vyhlášena mobilizace. Nicméně i přes to 1. února 1940 byla do vitríny na třebíčském nádraží nainstalována bible kralická, kdy tato výstavka měla velký úspěch. Ke konci roku však musela být vitrína zrušena a bible byla uložena na faru. V létě 1942 byla zakryta pamětní deska na zdi kostela a budova kostela byla označena českým i německým nápisem (stejně jako další budovy ve městě). Během války probíhala činnost v omezené míře a ke konci druhé světové války byl zrušen také ústav v Myslibořicích, kdy ten byl dočasně přesunut do Sobotína u Šumperka.
Hned v roce 1946 byla opět odhalena pamětní deska třebíčským exulantům, nicméně nadále nebylo schváleno vyučování náboženství na třebíčských středních školách. Z důvodu nového zákona došlo k omezení vyučování náboženství určité církve, pokud školu nenavštěvovalo alespoň 20 studentů daného vyznání. V létě 1947 byla provedena oprava fasády kostela, na jaře 1948 pak byly v kostelu opraveny varhany, naladěny a doplněny novými píšťalami. Stejně tak byla upravena elektrická síť a převedena na napětí 220 voltů, stejně tak byla v létě 1949 opravena fasáda sborového domu. Od 1. listopadu 1949 stát začal vyplácet mzdy duchovním a také zvýšil dohled nad majetky církví. Od roku 1950 se pak farář stal státním zaměstnancem a musel dokládat například počty odučených hodin náboženství a složit státní slib, dohled nad církví zastávali církevní referenti a tajemníci. Od března téhož roku navíc musely církve hlásit veškerá shromáždění kromě bohoslužeb.

### Druhá polovina 20. století
V srpnu 1950 byl kostel znovu rekonstruován, byl vymalován interiér kostela. V témže roce se dostala do problémů kazatelská stanice v Moravských Budějovicích, stanice se nacházela v obchodním domě manželů Čermákových, ten však byl znárodněn a hrozilo, že modlitebna bude zrušena či přesunuta – tehdejším národním výborem bylo přislíbeno, že modlitebna v obchodním domě zůstane v užívání sboru. V roce 1952 však o místnosti modlitebny projevil zájem spolek Jednota a modlitebna měla být přesunuta do Národního domu vedle pohostinství, to se však jevilo nevyhovujícícm. Myslibořický ústav přešel pod státní podnik Státní statek. V roce 1952 také došlo k reformě, kdy bylo státem prohlášeno, že senioráty nesmí přesahovat hranice tehdejších krajů – tj. vznikl horácký seniorát a brněnský seniorát byl upraven a zmenšen o sbory mimo území kraje brněnského.
V květnu 1954 pak byly opraveny varhany a v létě téhož roku byl rekonstruován balkon na sborovém domě skrz který zatékalo do budovy. Na konci téhož roku proběhla kontrola inventáře majetku církví a dalších státních korporací, v Třebíči kontrola proběhla v pořádku. V srpnu 1956 byla započata oprava fasády kostela, ta pokračovala až do listopadu téhož roku a z důvodu nekvalitně provedených prací a nekvalitního materiálu již příští rok došlo k opětovnému poničení fasády kostela. V roce 1958 oznámil František Ženatý, že chce z důvodu stáří ukončit kazatelskou činnost v Třebíči. Dne 13. dubna téhož roku byl zvolen nový farář Ilja Burian z Chebu a ten pak byl instalován do úřadu 1. června 1958.
Ilja Burian převzal činnost ve sboru po Františku Ženatém a to včetně výuky náboženství, která byla i nadále státem zatěžována problémy a tak k výuce nastoupilo opětovně méně dětí. Mimo to došlo ke změnám v sociálním ústavu Myslibořickém, kdy ten od roku 1960 přešel pod správu státu. Zámecká kaple v ústavu ovšem nadále zůstala kazatelskou stanicí. Myslibořická kazatelská stanice však v roce byla téměř 1963 donucena ukončit svoji činnost, tehdejší ředitel ústavu Jirků se stal nepohodlným režimu, do ústavu byla poslána hloubková kontrola a po měsíci byl ředitel donucen odstoupit ze své funkce. Tehdejší diakonka i další zaměstnanec, který mohl konat náboženskou činnost byli také donuceni odejít a bohoslužby tak mohl konat pouze třebíčský farář Burian. Do kaple navíc měli přístup pouze věřící, kteří byli v ústavu ubytováni či zaměstnanci ústavu. V roce 1960 však došlo také k oslavám sedmdesáti let od prvních sloužených bohoslužeb v třebíčském sboru, padesáti let od dostavby kostela a také čtyřiceti let od založení samostatného sboru v Třebíči.
V roce 1965 došlo k rekonstrukci sborového domu, tj. fary – bylo zavedeno ústřední vytápění, byla vybudována kotelna, komín a sklad na uhlí. Současně také byl rozšířen byt kostelníka a bylo upraveno sociální zařízení sborového domu. V témže roce došlo k přesunutí kazatelské stanice v Moravských Budějovicích z původních prostor v obchodním domě rodiny Čermákovy do jiné místnosti v téže budově. Roku 1968 v rámci uvolňování režimu byl synodní radě zaslán dopis, kde třebíčští evangelíci sepsali diskriminace a útrapy, které museli od komunistického režimu snášet. Současně je také synodní rada informována o tom, že církevní tajemník nikdy výrazně nenarušil práci sboru. Po vpádu sovětských vojsk činnost sboru opět ochladla, nicméně i přes tyto problémy se povedlo zámeckou kapli v Myslibořicích rekonstruovat a vymalovat interiér dle návrhu faráře Jiřího Zejfarta, také byla v Třebíči založena beatová křesťanská hudební skupina Calix. O rok později, v roce 1970, došlo k oslavám 60 let od stavby kostela a 80 let od počátku činnosti evangelíků v Třebíči a také došlo k částečné rekonstrukci budovy kostela, kdy došlo k výmalbě rovněž dle návrhu faráře Jiřího Zejfarta a také k opravám elektrické instalace. O rok později došlo také k oslavám 70 let od založení modlitebny v Moravských Budějovicích.
V roce 1972 odešel do ústavu v Myslibořicích emeritní farář třebíčského sboru František Ženatý, kdy se s potěšením ujal bohoslužeb v tomto ústavu a nahradil tak Ilju Buriana, který nemusel do Myslibořic tak často zajíždět. Burian však na počátku roku 1973 oznámil, že chce rezignovat na pozici faráře v třebíčském sboru. Dne 21. října 1973 byl zvolen farářem jediný státem schválený kandidát – Jan Trusina ze Zábřehu. Ilja Burian však do nastoupení nového faráře (31. října 1973) byl administrátorem třebíčského sboru, stal se totiž farářem sboru v Horních Vilémovicích.
V roce 1973 také došlo k rekonstrukci sborového domu, v dubnu 1974 se konala presbyterní konference v Jihlavě, kde měl mít Jan Trusina projev, který se však po zásahu církevního tajemníka neuskutečnil. V roce 1974 pak došlo k opravám fasády fary a to svépomocí členů sboru, kteří si zapůjčili seniorátní lešení z vedlejšího seniorátu. Od září 1974 se přestalo vyučovat náboženství ve školách a tak se vyučovalo pouze ve sborovém domě. V červnu 1976 se konaly oslavy 50 let činnosti ústavu v zámku Myslibořice, v červenci téhož roku se konaly oslavy 100 let od narození prvního faráře třebíčského sboru Lubomíra Tardyho. Téhož roku se také zavedlo svépomocí vytápění kostelních lavic v Tardyho síni. Dne 22. ledna vybuchla propanbutanová bomba ve sborovém domě a následně vypukl požár, ten poničil téměř celý byt faráře. Farář Trusina utrpěl popáleniny, se kterými byl na tři týdny hospitalizován v nemocnici. Byt se stal neobyvatelným a tak se rodina faráře Trusiny přestěhovala do bytu rodiny Slámovy.
V létě 1977 pak došlo ke svépomocné opravě fasády kostela a plechové střechy. V červnu 1980 se konaly volby seniora horáckého seniorátu, kdy za seniora byl zvolen třebíčský farář Jan Trusina, do své funkce nastoupil 1. listopadu 1981. Téhož roku obdržel dřívější farář třebíčkého sboru Ilja Burian čestný doktorát teologie. V říjnu 1982 byl v plánu Seniorátní den mládeže, tato akce však byla církevním tajemníkem zakázána, konala se pak pod jiným názvem – Sborový den, bohužel s výrazně nižší účastí. Dne 1. listopadu téhož roku byl po dlouhé době zvolen vikář sboru, byl jím Daniel Menšík, ten hned příští rok musel nastoupit na dvouletou vojenskou službu, ze které se po třech měsících vrátil s tříletým odkladem ze zdravotních důvodů. V polovině roku 1983 se členové třebíčského sboru zúčastnili oslav 200 let od založení sboru v Horních Vilémovicích. V témže roce došlo ke komplexní opravě sborových varhan z roku 1849 (dle štítku na varhanách). Také byla opravena terasa a střecha sborového domu, opět svépomocí – stejně jako oprava varhan.
V září 1983 odešel z úřadu vikáře Daniel Menšík, stal se farářem sboru ve Zruči nad Sázavou a na jeho místo nastoupil Pavel Jun, který pak bydlel v pokojích hostů na faře i se svoji manželkou. V září 1985 nastoupil jako vikář Tomáš Trusina, tj. syn Jana Trusiny. V říjnu 1986 pak nastoupil jako vikář na dočasně uvolněné místo Štěpán Hájek. Na začátku roku 1987 se z vojenské služby vrátil Tomáš Trusina a stal se druhým vikářem třebíčského seniorátu, první vikář Hájek pak v dubnu 1987 nastoupil na pozici faráře sboru v Horních Dubenkách. V květnu 1987 pak odešel i Tomáš Trusina a získal místo faráře sboru v Heršpicích u Brna. V roce 1988 proběhly volby do synodní rady, kdy kandidoval i Jan Trusina, ten však nebyl zvolen – zvoleni byli jiní kandidáti, ti však nedostali povolení od státu a tak v dubnu 1988 se tak stal členem synodní rady i Jan Trusina. V létě téhož roku byl do sborového domu zaveden plyn a byty a ostatní místnosti ve sborovém domě začaly být vytápěny plynem.

### Činnost po roce 1989
V roce 1992 byla obnovena péče v ústavu zámku Myslibořice a v roce 2004 byla přesunuta kazatelská stanice v Moravských Budějovicích, přesunula se do kaple svatého Jana Nepomuckého. Farář Jan Trusina v Třebíči působil až do roku 2001. Od října 2001 do konce července roku 2010 byl farářem sboru Aleš Mostecký, od roku 2005 až do konce srpna 2010 byla farářkou rovněž Daniela Zapletalová Grollová. Sbor je v partnerství s evangelickým sborem v Oschatzu v Německu a se sborem v Lüneburgu-Uelzenu.
Působení třebíčského sboru v kazatelských stanicích v Myslibořicích (v úzké spolupráci se střediskem Diakonie ČCE) a v Moravských Budějovicích trvá dodnes. Ke konci roku 2015 měl sbor celkem 533 členů.